# Limoeiro (Ipatinga)
Limoeiro é um bairro do município brasileiro de Ipatinga, no interior do estado de Minas Gerais. Localiza-se no distrito Barra Alegre, estando situado na Regional VIII. Segundo o censo demográfico de 2022, realizado pelo Instituto Brasileiro de Geografia e Estatística (IBGE), sua população era de 8 066 habitantes e havia 2 975 domicílios particulares permanentes ocupados. Possui área de 2,9 km² conforme a prefeitura.
De acordo com o IBGE, em 2010 a população era de 9 083 habitantes e havia 2 670 domicílios particulares.

## História e descrição
Na década de 1960, a localidade já era reconhecida como bairro pela administração municipal. Por ser um bairro periférico em relação ao Centro de Ipatinga e ao núcleo industrial da Usiminas, as terras tinham valores menores, então eram mais acessíveis às pessoas de menor capacidade econômica. Dessa forma, foi ocupado predominantemente pela população de baixa renda.
O principal acesso ao Limoeiro é feito pela Avenida José Anatólio Barbosa, cujo entorno também apresenta um movimento comercial considerável. A maioria das ruas da localidade são estreitas. Outros pontos de referência do bairro são a Praça Juventino Gomes Ribeiro, que é o principal espaço de convivência da localidade; e o Campo do Limoeiro, campo de futebol que possui vestiário e é usado para prática de esportes e lazer.
O Limoeiro sedia a Paróquia São Pedro, que também possui comunidades em bairros próximos e na zona rural municipal e está subordinada à Diocese de Itabira-Fabriciano. A maioria das ruas do interior da localidade levam nomes de frutas, como Peras, Ameixas e Pêssegos. Segundo o IBGE, o bairro possui pelo menos duas áreas consideradas como favelas e comunidades urbanas, que são o Limoeiro A (com 677 habitantes em 2022) e o Limoeiro B (381 moradores).

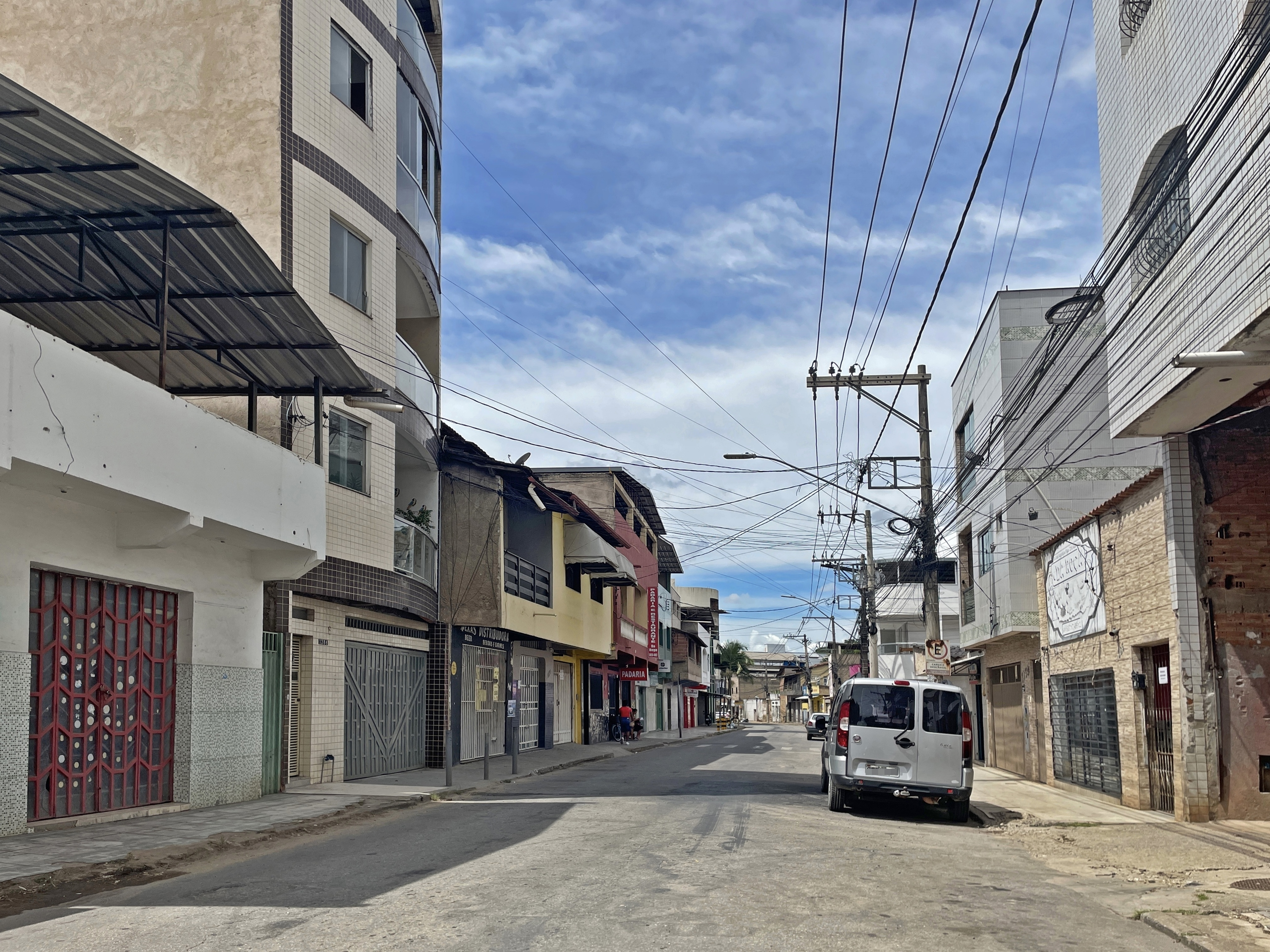
Comércio na Avenida José Anatólio Barbosa
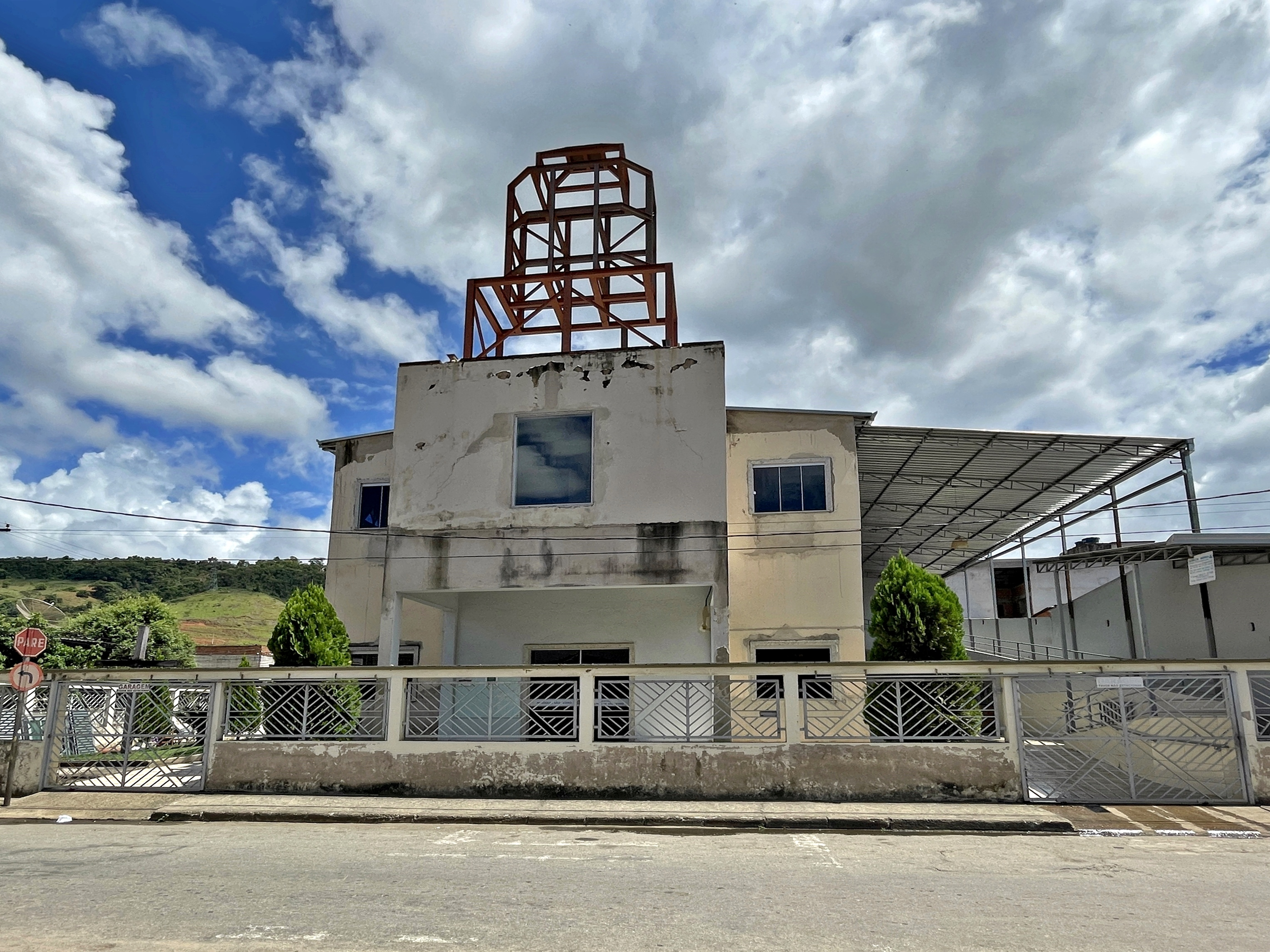
Igreja de São Pedro da Paróquia São Pedro em 2025